# Ben 10: Race Against Time
Ben 10: Race Against Time (também conhecido como Ben 10: The Movie) (bra: Ben 10: Corrida Contra o Tempo ou Ben 10 - A Corrida Contra o Tempo) é um telefilme live-action estadunidense de 2007 dirigido por Alex Winter. Baseado na série animada Ben 10, criada pelo Man of Action, o filme é estrelado por Graham Phillips, Christien Anholt, Haley Ramm e Lee Majors. Foi lançado em 21 de novembro de 2007 nos Estados Unidos, recebendo um selo original do Cartoon Network. O título provisório era Ben 10 in the Hands of Armageddon.

## Elenco
- Graham Phillips como Ben Tennyson
- Christien Anholt como Eon/Ben Eon
- Haley Ramm como Gwen Tennyson
- Lee Majors como Max Tennyson
- Robert Picardo como Diretor White
- Beth Littleford como Sandra Tennyson
- Don McManus como Carl Tennyson
- Sab Shimono como Encanador idoso
- Aloma Wright como Sra. Dalton
- Tyler Patrick Jones como Cash Murray
- Tyler Foden como J.T.
- Paige Hurd como Stephanie
- Bianca Ruiz Brocki como Candace
- David Franklin como Heatblast/Chama (voz)
- Carlos Alazraqui as Grey Matter/Massa Cinzenta (voz)
- Daran Norris as Diamondhead/Diamante (voz)
- Dee Bradley Baker como Wildmutt/Besta (voz)
- Jeff Jensen como Sr. Hawkins, o Carteiro
- Michael Runyard como Whittington, o Chefe dos Bombeiros
- Alex Winter como Constantine Jacobs

## Produção
Ben 10: Race Against Time conta com efeitos de CGI, incluindo quatro dos alienígenas originais da animação: Diamante, Massa Cinzenta, Chama e Besta. Em 2007, Winter afirmou em uma reunião de publicidade que queria que Ben 10: Race Against Time "fosse semelhante a X-Men", uma aventura épica que é "mais cinematográfica do que em formato de desenho" e que consegue agradar a todas as idades. Winter também prometeu que o filme não contaria com "nenhum Jar Jar", personagem de Star Wars. Em um vídeo dos bastidores exibido no Cartoon Network, Winter descreve o filme como "tudo o que já vimos em Ben 10 agora ganhou vida". Foi filmado usando Panavision Remote Systems.

## Recepção

### Resposta da crítica
O filme recebeu críticas positivas, embora a avaliação dos fãs tenha sido negativa. Brian Lowry, da Variety, chamou o filme de "alegre, rápido e surpreendentemente divertido" e elogiou o "elenco inteligente" do filme. Emily Ashby, da Common Sense Media, premiou o filme com 3 de 5 estrelas, enquanto David Cornelius, do DVD Talk, chamou o filme de "emocionante" e "muito energético".

## Sequência
Uma sequência, intitulada Ben 10: Alien Swarm, estreou no Cartoon Network em 25 de novembro de 2009, se passando durante os acontecimentos de Ben 10: Alien Force.